# Влечение
Влечението е ендогенна сила, която насочва организма към определена цел. Възможно е да бъде установена силата на влеченията чрез измерване дейността на субекта в определени ситуации. Например, за да бъде преценена силата на глада у плъх, животното се поставя в специална кутия с хранилка, чието отваряне се задейства с лост. При всяко натискане на лоста се появява топчица храна. Броят на топчиците вследствие на извършените действия представлява ако не обективна мярка, то поне информация за глада на плъха. Някои автори различават наред с органичните стремежи и интериндивидуални (съюзяване, алтруизъм), социални (семейни, патриотични), идеални (морал, религия), лични стремежи (егоизъм); други различават нисши (рефлексивни действия), средни (вербално изразяване) и висши стремежи (художествено творчество), но никоя класификация не е задоволителна. Психолозите често се отнасят към системата на Хенри Мъри, която включва 20 основни елемента (тенденция към подчинение, изтъкване, доминиране, автономия и т.н.), с която е свързан проективният метод, познат под наименованието Тематично-аперцептивен тест (Т.А.Т.)